# Организации тайского бокса
Организации тайского бокса — международные спортивные организации, способствующие развитию тайского бокса в мире, организующие проведение любительских соревнований, профессиональных турниров, учреждающие весовые категории, чемпионские титулы, рейтинги. Крупнейшие организации профессионального тайского бокса — WMC, WBCMT и WPMF. Крупнейшие организации любительского тайского бокса — IFMA и WMF.

## Профессиональные организации

### Всемирный совет муай-тай
Всемирный совет муай-тай (World Muaythai Council — WMC) учреждён в 1995 году. WMC — наиболее авторитетная организация профессионального тайского бокса. Пользуется поддержкой правительства Таиланда. Принимает непосредственное участие в организации турниров на Кубок короля Таиланда, матчевых встреч Таиланд-Голландия (проводились компанией SLAMM!! Events), гран-при I-1, шоу Rumble of the Kings.
| Вес         | Чемпион                    |
| ----------- | -------------------------- |
| свыше 95 кг | ?                          |
| 95 кг       | вакантно                   |
| 86,18 кг    | вакантно                   |
| 82,55 кг    | ?                          |
| 79,38 кг    | вакантно                   |
| 76,2 кг     | Чомхот Киатодисак          |
| 72,58 кг    | Салимхан Ибрагимов         |
| 69,85 кг    | Ролекс Дрэгонмуайтай       |
| 66,68 кг    | Экпрача Минайотин          |
| 63,5 кг     | вакантно                   |
| 61,24 кг    | вакантно                   |
| 58,97 кг    | вакантно                   |
| 57,15 кг    | вакантно                   |
| 55,34 кг    | вакантно                   |
| 53,52 кг    | Экмонгкхон Каянгхадау-джим |
| 52,16 кг    | вакантно                   |
| 50,8 кг     | вакантно                   |
| 48,99 кг    | вакантно                   |
| 47,62 кг    | вакантно                   |
| 45,36 кг    | вакантно                   |

### Всемирный боксёрский совет муай-тай
Всемирный боксёрский совет муай-тай (World Boxing Council Muaythai — WBCMT) учреждён в 2005 году. WBCMT -- аффилированная организация при Всемирном боксёрском совете. WBC, имевший на момент учреждения WBCMT более чем 40-летний опыт в сфере профессионального бокса, сумел сразу привлечь к титульным боям лучших бойцов (первый титульный бой в первом среднем весе прошёл между Йотсэнклаем Фэйртексом и Уэйном Парром). Сегодня чемпионский пояс WBCMT считается значительным трофеем в мире тайского бокса.
| Вес            | Чемпион                           |
| -------------- | --------------------------------- |
| свыше 104.5 кг | вакантно                          |
| 104.5 кг       | Фабиану Аоки                      |
| 95.454 кг      | Стив МакКиннон                    |
| 86.363 кг      | Иван Станич («чемпион в отпуске») |
| 79.379 кг      | Артём Левин («чемпион в отпуске») |
| 76.364 кг      | Стив Уэйклинг                     |
| 72.575 кг      | Йохан Лидон                       |
| 69.853 кг      | Виталий Гурков                    |
| 66.678 кг      | Фабио Пинка                       |
| 63.503 кг      | Сакетдау Пхечпхайатхай            |
| 61.235 кг      | Чомтхонг Чуватхана                |
| 58.967 кг      | вакантно                          |
| 57.153 кг      | вакантно                          |
| 55.338 кг      | Кхаймукдам Чуватхана              |
| 53.524 кг      | вакантно                          |
| 52.163 кг      | вакантно                          |
| 50.802 кг      | вакантно                          |
| 48.988 кг      | вакантно                          |
| 47.627 кг      | Ничау Сувит-джим                  |

### Всемирная профессиональная федерация муай-тай
Всемирная профессиональная федерация муай-тай (World Professional Muaythai Federation — WPMF) учреждена в 2004 году. Как и WMC располагается в Таиланде. С момента создания WPMF значительно прогрессировала и закрепилась в профессиональном тайском боксе как авторитетная федерация.
| Вес             | Чемпион                   |
| --------------- | ------------------------- |
| свыше 95.454 кг | Фабиану Аоки              |
| 95.454 кг       | вакантно                  |
| 86.183 кг       | вакантно                  |
| 79.379 кг       | Саймон Маркус             |
| 76.204 кг       | Дамьен Бухан              |
| 71.575 кг       | Пханом Топкингбоксинг     |
| 69.853 кг       | Тханонгдет Пхетпхрайатхай |
| 66.678 кг       | Сингмани Кэусамрыт        |
| 63.503 кг       | Дамьен Аламо              |
| 61.235 кг       | Сакетдау Пхечпхайатхай    |
| 58.967 кг       | Рунграви Сасипрапха-джим  |
| 57.153 кг       | вакантно                  |
| 55.338 кг       | Раккиат Киатпрапхат       |
| 53.524 кг       | вакантно                  |
| 52.163 кг       | вакантно                  |
| 50.802 кг       | Рыттхикрай Кэусамрыт      |

### СтадионыРачадамнениЛумпхини
Отдельно необходимо отметить тайские стадионы, прежде всего — крупнейшие из них Рачадамнен (с 1945 года) и Лумпхини (с 1956 года). Титулы чемпионов стадионов ценятся не меньше, чем титулы крупнейших всемирных организаций. В рейтингах стадионов присутствует немало бойцов из других стран, что придаёт им международный статус.

### Другие организации
Также тайский бокс развивают крупнейшие организации кикбоксинга: WAKO-PRO, WKA, IKF, ISKA, WKN, однако они существенно уступают в этом профильным организациям.

## Любительские организации
- Международная федерация любительского муай-тая